# شهرک حسن‌آباد (لوتک)
شهرک حسن‌آباد، روستایی در دهستان لوتک بخش مرکزی شهرستان هامون در استان سیستان و بلوچستان ایران است.

## جمعیت
بر پایه سرشماری عمومی نفوس و مسکن در سال ۱۳۹۵، جمعیت این روستا برابر با ۵۱۰ نفر (۱۳۳ خانوار) بوده است.